# 月舟宗胡

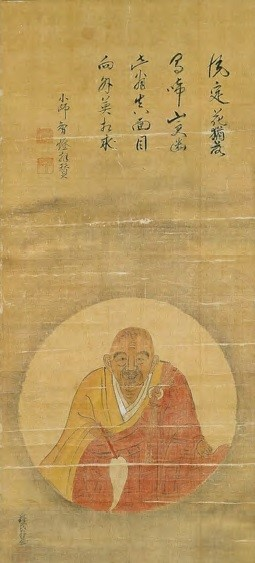
月舟宗胡頂相

月舟宗胡（げっしゅうそうこ、元和4年4月5日（1618年5月28日）- 元禄9年1月10日（1696年2月12日））は、江戸時代前期の曹洞宗の僧。諱は宗胡。字は月舟。号は可憩斎。俗姓は原田氏。肥前国の出身。
12歳のとき普門山円応寺（佐賀県武雄市）の華岳宗芸に師事して参禅。16歳で修行の旅に出て諸寺を遊学し、金沢大乗寺の白峰玄滴に参禅してその法を継いだ。1671年（寛文11年）大乗寺26世となり、曹洞宗の復古運動の先駆けとなった。

## 著書・語録
- 『月舟和尚夜話』（曹源滴水編）
- 『月舟和尚遺録』（曹源滴水編）